# Erioderus candezei
Erioderus candezei är en skalbaggsart som först beskrevs av Auguste Lameere 1912.  Erioderus candezei ingår i släktet Erioderus och familjen långhorningar.
Artens utbredningsområde är Moçambique. Inga underarter finns listade i Catalogue of Life.